# 全日空機淡路島空中接触事故
全日空淡路島空中接触事故（ぜんにっくうあわじしまくうちゅうせっしょくじこ）とは、旅客機と新聞社機が空中で接触した航空事故である。定期旅客機による空中接触は日本では初めてであった。

## 事故の概要
1969年12月14日、全日本空輸547便（YS-11双発ターボプロップ旅客機）は伊丹空港を11時13分に離陸し松山空港へ向かった。547便には乗員4人と乗客41人が搭乗しており、大阪湾上空を上昇し有視界飛行による水平飛行に移った。この時速度390km/hで高度3150mであった。一方の、読売新聞社が所有する双発レシプロ機のビーチクラフト機も、ほぼ同じ11時ごろに伊丹を離陸したが、これは右エンジンを交換したため、テスト飛行に向ったもので大阪湾上空を速度220km/hで飛行していた。当日の天候は快晴で視程30kmあった。
11時22分頃、兵庫県淡路島の岩屋上空3150mで両機が空中接触した。西南西に向っていた547便の機長が計器チェックをしていて顔を上げたところ、右斜め上方向に南南西に向っていた読売新聞社機を発見し、衝突回避のため機首を下げたが間に合わず接触した。事故原因は双方とも相手の存在に気付くのが遅すぎた単純なミスであるという。
この接触により547便の左主翼端は端から2m引きちぎれた。機体は左に傾こうとするようになったが、エンジンと計器に異常がなく制御も可能であったため、伊丹に引き返し15分後に無事着陸した。一方の読売新聞社機は接触した胴体下部外板が損傷、両方のプロペラが曲がった上に方向舵が利かなくなり、強い振動、損傷の激しい右エンジンが停止するなどの影響を受けたが、無事に帰還した。この接触事故で死傷者はいなかった。

## 事故のその後
547便として運航されていた事故機のJA8743は1969年7月24日に初飛行し、8月19日に全日空が受領したばかりで新品であった。そのうえ航空需要が伸びていた時期でもあり事故による休業を短くする為、三菱重工業小牧工場で製造中の主翼を流用し1か月後の1970年1月15日に復帰した。また事故機に付けられていた主翼であるが、こちらも修理され別の機体に取り付けられた。
JA8743であるが、後にYS-11A500に改造され、1991年にエアーニッポンにリースされ、1997年に返却後の1998年1月26日に航空機登録を抹消された。退役後に香川県へ寄贈され「さぬきこどもの国」で保存展示されている。